# 전국커뮤니티유니온연합회
전국커뮤니티유니온연합회(일본어: 全国コミュニティ・ユニオン連合会 젠코쿠코뮤니테이유니온렌고카이[*], 영어: Japan Community Union Federation), 약칭 전국유니온(일본어: 全国ユニオン 젠코쿠유니온[*], 영어: JCUF)은 일본의 일반노조(일본식 표현으로는 합동노조)다. 일본노동조합총연합회에 가맹하고 있다. 본부는 도쿄도 시부야구 요요기 4정목 28번지 4호, 현 회장은 스즈키 츠요시.
커뮤니티유니온 전국네트워크를 모체로, 2002년 11월 3일 결성된 일반노조 산별조직이다. 2003년 7월 연합 가맹 시점에서 조합원 수는 약 3천 명. 초기 산별 가맹 조합은 "전국유니온 홋카이도", "오다테 유니온" "유채 유니온" "도쿄 유니온" "도쿄 관리직유니온", "나니와 유니온", "센슈 유니온", "오이타 후레아이 유니온" 8노조였다. 현재는 9개 정회원 조합과 4개 옵저버 조합으로 구성되어 있다.
1명도 가입할 수 있는 개인회원제도 노동조합의 전국조직으로 알려져 있으며, 일용직 파견 노동자들로 결성된 파견유니온도 전국유니온 산하에 있다.  조합원 수는 연합 구성 조직 50개 단체 중 44위(2005년)에 불과하지만, 2005년 연합회장 선거에 출마한 가모 모모요 위원장이 다카기 쓰요시 UI전섬 회장에게 석패하여 주목을 받았다.